# Belison
Belison (Bayan ng Belison) är en kommun i Filippinerna. Kommunen ligger på ön Panay, och tillhör provinsen Antique. Folkmängden uppgår till 13 539 invånare år 2015.
Belison är indelat i 11 barangayer.